# 安东·伊万诺夫
安东·伊万诺夫（俄语：Антон Иванов，1987年11月19日—），俄羅斯男子羽毛球運動員。

## 簡歷
2015年7月，安东·伊万诺夫代表俄羅斯（Moscow State Forest University）出戰韓國光州市舉行的世界大學生運動會羽毛球比賽。

## 主要比賽成績
只列出曾進入準決賽的國際賽事成績：
| 年份   | 賽事                 | 公開賽級別 | 項目     | 搭檔            | 成績   |
| ------ | -------------------- | ---------- | -------- | --------------- | ------ |
| 2009年 | 愛沙尼亞羽毛球國際賽 | 國際系列賽 | 男子雙打 | 安德烈·阿什马林 | 亞軍   |
| 2012年 | 波蘭羽毛球公開賽     | 國際系列賽 | 男子單打 | －              | 準決賽 |
| 2013年 | 白夜羽毛球賽         | 國際挑戰賽 | 男子單打 | －              | 準決賽 |
| 2013年 | 斯洛伐克羽毛球公開賽 | 未來系列賽 | 男子雙打 | 谢尔盖·舒米尔金 | 準決賽 |

| 2007-2017年 | 首要超級賽 | 超級賽 | 黃金大獎賽 | 大獎賽 | 國際挑戰賽 | 國際系列賽 | 未來系列賽 | 其他 |

| 2018-2026年 | 總決賽 | 超級1000賽 | 超級750賽 | 超級500賽 | 超級300賽 | 超級100賽 | 國際挑戰賽 | 國際系列賽 | 未來系列賽 | 其他 |